# Jarocin (Grande Polonia)
Jarocin (in tedesco Jarotschin) è un comune urbano-rurale polacco del distretto di Jarocin, nel voivodato della Grande Polonia.
Ricopre una superficie di 200,23 km² e nel 2004 contava 44 363 abitanti.